# León de Palleja
José Pons de Ojeda, posteriormente llamado León de Palleja, o también León de Pallejas (Sevilla, 1816 - Boquerón, Paraguay, 18 de julio de 1866) fue un militar uruguayo de origen español, que participó en las guerras civiles de su país de adopción, de la guerras civiles argentinas y en la Guerra de la Triple Alianza.

## Biografía
Hijo de un cirujano del ejército español, combatió en la Primera Guerra Carlista del lado del pretendiente Carlos María Isidro de Borbón. Cambió su nombre y huyó a Francia, de donde emigró al Uruguay.
Trabajó como comerciante en Paysandú, pero al producirse el regreso de Manuel Oribe al Uruguay en 1842, después de la batalla de Arroyo Grande, acompañó la retirada de los partidarios de Fructuoso Rivera hacia Montevideo, y se unió al Partido Colorado.
Curiosamente, sirvió un año como soldado raso y sólo después se presentó al general José María Paz, identificándose como oficial de carrera. En la defensa contra el sitio de Montevideo comenzó a mostrar sus cualidades, reconocidas por propios y enemigos: valor, capacidad de mando y crueldad. Era muy querido por sus soldados, a quienes trataba casi como a iguales. Llegó al grado de coronel.
Se unió a la campaña del Ejército Grande de Justo José de Urquiza contra Juan Manuel de Rosas y combatió en la batalla de Caseros como jefe del batallón de "Voltígeros". Fue el primero en entrar en El Palomar de Caseros, donde se había organizado el hospital de las fuerzas de Rosas. Debido a que los soldados de Rosas en el hospital desconocieron la rendición de sus superiores, asesinando al pelotón que se presentó para recibir la rendición, ordenó matar a la bayoneta a los heridos del hospital. Cuando el cirujano mayor Claudio Mamerto Cuenca trató de disuadirlo, lo atravesó con su espada.
De regreso en Montevideo, secundó al general César Díaz en la revolución que derrocó al presidente Juan Francisco Giró en julio de 1853. Apoyó al nuevo presidente, Venancio Flores, y se retiró cuando éste fue derrocado. Se dedicó a tareas rurales en su estancia del departamento de Durazno.

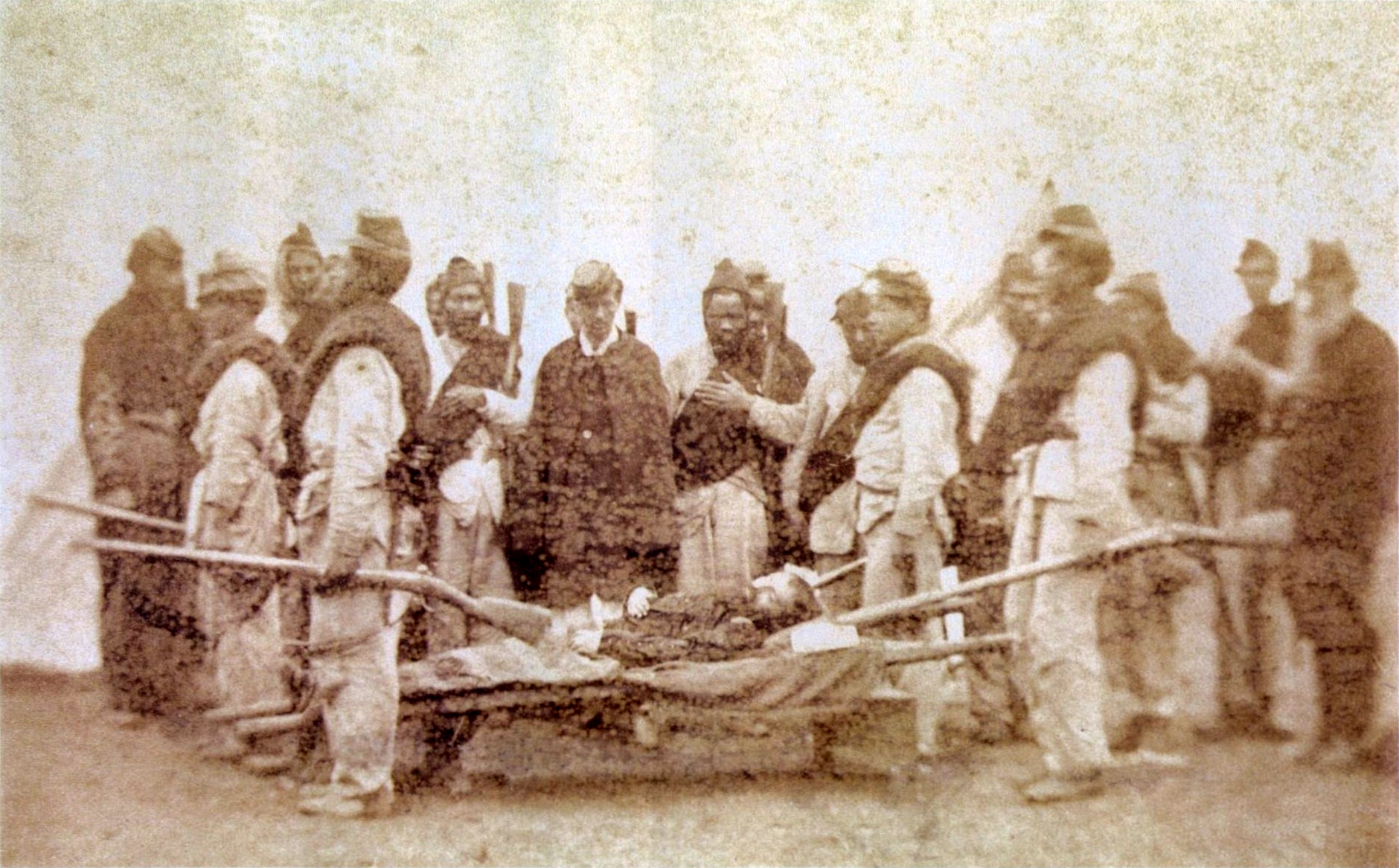
Palleja es retirado muerto del campo de batalla del Boquerón en una imagen captada por los fotógrafos de Bate & Cia.

Cuando Venancio Flores invadió el país, en 1863, el presidente Bernardo Prudencio Berro lo mandó encarcelar como posible aliado de aquel. Fue puesto en libertad tras la caída de Berro y formó el batallón "Florida", con el cual marchó a la Guerra del Paraguay. Si bien en privado se oponía a esa guerra, dirigió su batallón con mucha eficacia.
Era un jefe muy cruel con los enemigos, aunque tenía momentos en que se mostraba incluso demasiado indulgente. Se lo consideraba insensible a sus propios sufrimientos. Era amistoso con sus subalternos, incluso con sus soldados, pero en batalla se transformaba y exigía el máximo: gritaba e insultaba a sus subordinados, y se exponía a riesgos innecesarios. En una ocasión envió la banda de su regimiento a la retaguardia. Cuando se le dijo que eso violaba el Reglamento, contestó: "Para morir no se necesita reglamento".
Desde el frente envió sesenta cartas a los diarios de Montevideo, que se convirtieron en una de las fuentes de información histórica clave para la guerra. Combatió a órdenes de Flores en la batalla de Yatay, en el sitio de Uruguayana, en Estero Bellaco y en la sangrienta victoria de Tuyutí.
En Boquerón repitió sus hazañas, pero cayó muerto en combate. Se conservan una foto de él de unos días antes de esa batalla, y de sus soldados trasladando su cadáver, ambas obtenidas por los fotógrafos de Bate & Cia. Fue ascendido post mortem al grado de general.